# Список серий Total Divas
Total Divas — американский сериал, премьера которого состоялась 28 июля, 2013, на Е!. Сериал позволяет зрителям взглянуть на жизнь Див WWE изнутри. От своей работы в WWE до их личной жизни. Съемки за сценой тоже включены.

## Обзор серий
По состоянию на 19 января 2016, 59 эпизодов Total Divas выпущены в эфир. Четвёртый сезон заключительный на данный момент.

## Эпизоды

### Сезон 1 (2013)
| № сезона | № серии | Название                                                | Дата премьеры         | Произв. код | Зрители в США (млн) |
| -------- | ------- | ------------------------------------------------------- | --------------------- | ----------- | ------------------- |
| 1        | 1       | «Добро пожаловать в WWE» «Welcome to the WWE»           | 28 июля 2013 года     | 101         | 1.34                |
| 2        | 2       | «Танго с Фанданго» «A Tango With Fandango»              | 4 августа 2013 года   | 102         | 1.52                |
| 3        | 3       | «Планета Фанк вперёд» «Planet Funk is Funked Up»        | 11 августа 2013 года  | 103         | 1.67                |
| 4        | 4       | «Толстый Двойник» «The Fat Twin»                        | 18 августа 2013 года  | 104         | 1.34                |
| 5        | 5       | «Вражда Funkadactyls» «Feuding Funkadactyls»            | 25 августа 2013 года  | 105         | 1.46                |
| 6        | 6       | «Дивы в Лас Вегасе» «Diva Las Vegas»                    | 1 сентября 2013 года  | 106         | 1.52                |
| 7        | 7       | «Одна нога Вверх» «A Leg Up»                            | 8 сентября 2013 года  | 107         | 1.09                |
| 8        | 8       | «Больше не подружка невесты» «No Longer The Bridesmaid» | 15 сентября 2013 года | 108         | 1.03                |
| —        | —       | «Total Divas после вечеринки» «Total Divas After Party» | 15 сентября 2013 года | —           | 0.93                |
| 9        | 9       | «Summer Slam» «Summer Slam»                             | 10 ноября 2013 года   | 109         | 1.25                |
| 10       | 10      | «Медсестра Никки» «Nurse Nikki»                         | 17 ноября 2013 года   | 110         | 1.41                |
| 11       | 11      | «Красный вид» «Seeing Red»                              | 24 ноября 2013 года   | 111         | 0.92                |
| 12       | 12      | «Получи этот чингл чингл» «Get That Chingle Chingle»    | 1 декабря 2013 года   | 112         | 1.44                |
| 13       | 13      | «Прощание» «Saying Goodbye»                             | 8 декабря 2013 года   | 113         | 1.20                |
| 14       | 14      | «Готов к поездке» «Ready to Ride»                       | 15 декабря 2013 года  | 114         | 1.29                |

### Сезон 2 (2014)
Саммер Рэй прошла отбор в Total Divas; Джо Джо перестала регулярно появляться в сериях.
| № сезона | № серии | Название                                            | Дата премьеры       | Произв. код | Зрители в США (млн) |
| -------- | ------- | --------------------------------------------------- | ------------------- | ----------- | ------------------- |
| 15       | 1       | «Новая дива в команде» «New Diva on the Block»      | 16 марта 2014 года  | 201         | 1.07                |
| 16       | 2       | «Автобус Браниэль» «The Braniel Bus»                | 23 марта 2014 года  | 202         | 1.28                |
| 17       | 3       | «Обратная сторона Бри» «On Brie's Bad Side»         | 30 марта 2014 года  | 203         | 1.55                |
| 18       | 4       | «Вдох, Выдох» «Inhale, Exhale»                      | 13 апреля 2014 года | 204         | 1.16                |
| 19       | 5       | «К лучшему или к худшему» «For Better or For Worse» | 20 апреля 2014 года | 205         | 1.39                |
| 20       | 6       | «Домашние посиделки» «The House Sitters»            | 27 апреля 2014 года | 206         | 1.14                |
| 21       | 7       | «Флирт с Фанданго» «Flirting With Fandango»         | 4 мая 2014 года     | 207         | 0.96                |
| 22       | 8       | «Красный и Золотой» «Red and Gold»                  | 11 мая 2014 года    | 208         | 0.75                |
| 23       | 9       | «Что происходит в Кабо» «What Happens In Cabo»      | 18 мая 2014 года    | 209         | 1.31                |
| 24       | 10      | «Рытье Ямы» «Digging A Hole»                        | 25 мая 2014 года    | 210         | 1.04                |
| 25       | 11      | «Свадебная Мания» «Wedding Mania»                   | 1 июня 2014 года    | 211         | 1.54                |

### Сезон 3 (2014-15)
Роза Мендес прошла отбор в Total Divas, а также Алисия Фокс и Пейдж (эпизод 11); Наоми и Саммер Рэй ушли, с регулярного появления в сериях после середины сезона.
| № сезона | № серии | Название                                                 | Дата премьеры         | Произв. код | Зрители в США (млн) |
| -------- | ------- | -------------------------------------------------------- | --------------------- | ----------- | ------------------- |
| 26       | 1       | «Сохранение яйцеклетки» «Eggs Over Freezing»             | 7 сентября 2014 года  | 301         | 1.20                |
| 27       | 2       | «Мой брак, мои проблемы» «Mo' Marriage, Mo' Problems»    | 14 сентября 2014 года | 302         | 0.97                |
| 28       | 3       | «Придорожная драка» «Roadside Rumble»                    | 21 сентября 2014 года | 303         | 1.18                |
| 29       | 4       | «Свободные Дивы» «Divas Unchained»                       | 28 сентября 2014 года | 304         | 0.99                |
| 30       | 5       | «Ну прямо испугал» «Scared Straight»                     | 5 октября 2014 года   | 305         | 1.05                |
| 31       | 6       | «Покрасьте остров в красный цвет» «Paint the Island Red» | 12 октября 2014 года  | 306         | 0.88                |
| 32       | 7       | «Двойной крест» «The Double-Cross»                       | 12 октября 2014 года  | 307         | 0.97                |
| 33       | 8       | «Кросс-Кантри Катастрофа» «Cross Country Catastrophe»    | 19 октября 2014 года  | 308         | 0.86                |
| 34       | 9       | «Папина маленькая девочка» «Daddy's Little Girl»         | 19 октября 2014 года  | 309         | 0.83                |
| 35       | 10      | «Дивы захватывают власть» «The Divas Are Taking Over»    | 26 октября 2014 года  | 310         | 1.13                |
| 36       | 11      | «Её высочество» «Her Highness»                           | 4 января 2015 года    | 311         | 1.41                |
| 37       | 12      | «Ребёнка не будет» «Baby Not On Board»                   | 11 января 2015 года   | 312         | 1.30                |
| 38       | 13      | «Двойная утечка» «Twin Leaks»                            | 18 января 2015 года   | 313         | 1.25                |
| 39       | 14      | «Нарушение безопасности» «Insecurity Breach»             | 25 января 2015 года   | 314         | 1.25                |
| 40       | 15      | «Девочка против девочки, пока» «Girl vs. Girl Bye»       | 8 февраля 2015 года   | 315         | 1.08                |
| 41       | 16      | «Все приветствуют режим Бри» «All Hail Brie Mode»        | 15 февраля 2015 года  | 316         | 0.91                |
| 42       | 17      | «Мои деньги, мой кошелёк» «Mo' Money, Mo' Purses»        | 22 февраля 2015 года  | 317         | 1.06                |
| 43       | 18      | «Модель поведения» «Model Behavior»                      | 1 марта 2015 года     | 318         | 1.40                |
| 44       | 19      | «Непристойное поведение» «Indecent Exposure»             | 8 марта 2015 года     | 319         | 1.21                |
| 45       | 20      | «Новая чемпионка Див» «The New Divas Champion»           | 8 марта 2015 года     | 320         | 1.28                |

### Сезон 4 (2015)
Наоми присоединилась к составу Total Divas; Кэмерон и Роза Мендес перестали регулярно появляться в сериях
| № сезона | № серии | Название                                           | Дата премьеры         | Произв. код | Зрители в США (млн) |
| -------- | ------- | -------------------------------------------------- | --------------------- | ----------- | ------------------- |
| 46       | 1       | «Разделение Див» «Diva Divide»                     | 7 июля 2015 года      | 401         | 0.97                |
| 47       | 2       | «Она сказала, она сказала» «She Said, She Said»    | 14 июля 2015 года     | 402         | 1.03                |
| 48       | 3       | «Умири от зависти» «Eat Your Heart Out»            | 21 июля 2015 года     | 403         | 0.99                |
| 49       | 4       | «Дивы на овердрайве» «Divas on Overdrive»          | 28 июля 2015 года     | 404         | 1.08                |
| 50       | 5       | «Время чая» «Tea Mode»                             | 4 августа 2015 года   | 405         | 1.01                |
| 51       | 6       | «Хорошая Дива, плохая Дива» «Good Diva, Bad Diva»  | 11 августа 2015 года  | 406         | 1.17                |
| 52       | 7       | «Не держит Барре» «No Holds Barre»                 | 18 августа 2015 года  | 407         | 1.03                |
| 53       | 8       | «Красивая жизнь?» «It's a Beautiful Life?»         | 25 августа 2015 года  | 408         | 0.92                |
| 54       | 9       | «Столкновение Див» «Clash of the Divas»            | 1 сентября 2015 года  | 409         | 1.02                |
| 55       | 10      | «Унесенные вином» «Gone With the Wine»             | 8 сентября 2015 года  | 410         | 1.14                |
| 56       | 11      | «Нежелательное предложение» «An Unwanted Proposal» | 15 сентября 2015 года | 411         | 0.80                |
| 57       | 12      | «Некоторые любят погорячее» «Some Like It Hot»     | 22 сентября 2015 года | 412         | 0.79                |
| 58       | 13      | «Возвращение бывшего» «Return of the Ex»           | 29 сентября 2015 года | 413         | 1.15                |

### Сезон 5 (2016)
Мэнди Роуз присоединилась к главному составу Total Divas, также Роза Мендес вернулась в основной состав; Наоми перестала регулярно появляться в сериях.
| № сезона | № серии | Название                                                   | Дата премьеры        | Произв. код | Зрители в США (млн) |
| -------- | ------- | ---------------------------------------------------------- | -------------------- | ----------- | ------------------- |
| 59       | 1       | «Любовный треугольник» «Love Triangle»                     | 19 января 2016 года  | 501         | 1.12                |
| 60       | 2       | «Участие в SummerSlam» «A SummerSlam Engagement»           | 26 января 2016 года  | 502         | 0.94                |
| 61       | 3       | «Правда о кошках и Дивах» «The Truth About Cats and Divas» | 2 февраля 2016 года  | 503         | 0.84                |
| 62       | 4       | «Разговоры о городе» «Talk of The Town»                    | 9 февраля 2016 года  | 504         | 0.81                |
| 63       | 5       | «Приходи и правь» «Come Reign or Shine»                    | 16 февраля 2016 года | 505         | 0.80                |
| 64       | 6       | «Конец дружбы?» «End of a Friendship?»                     | 23 февраля 2016 года | 506         | 0.77                |
| 65       | 7       | «Вопрос Хартов» «Hart of the Matter»                       | 1 марта 2016 года    | 507         | 0.59                |
| 66       | 8       | «Мир торта» «Peace of Cake»                                | 8 марта 2016 года    | 508         | 0.58                |
| 67       | 9       | «Скалистый путь к восстановлению» «Rocky Road to Recovery» | 15 марта 2016 года   | 509         | 0.65                |
| 68       | 10      | «Не отступать» «No Retreat»                                | 22 марта 2016 года   | 510         | 0.66                |
| 69       | 11      | «Кварталы одежды» «Clothes Quarters»                       | 29 марта 2016 года   | 511         | 0.56                |
| 70       | 12      | «Детский лепет» «Baby Talk»                                | 5 мая 2016 года      | 512         | 0.64                |
| 71       | 13      | «Это дивы (Часть 1)» «C'est La Divas (Part 1)»             | 12 апреля 2016 года  | 513         | 0.63                |
| 72       | 14      | «Это дивы (Часть 2)» «C'est La Divas (Part 2)»             | 19 апреля 2016 года  | 514         | 0.62                |

### Сезон 6 (2016-17)
Лана, Мариз и Рене Янг присоединились к актёрскому составу Total Divas, а также вернулась Наоми; Алисия Фокс, Мэнди Роуз и Роза Мендес покинули сериал в качестве постоянных участниц.